# Salamasina
Salamasina (ou Salamāsina) est une grande cheffe samoane de la première moitié du XVIe siècle. Dans la tradition orale, son ascension est considérée comme le début de l'« ère moderne de l'histoire » samoane.

## Biographie
Elle est la « descendante de grandes familles aristocratiques des Fidji, des Samoa et des Tonga ». Elle est, entre autres, la descendante de Savea, le fondateur de la dynastie Malietoa au moment de la libération des Samoa vis-à-vis de l'emprise tongienne au XIIIe siècle. Le père de Salamasina est Tamalelagi, porteur du titre de Tui Aʻana, l'un des plus grands titres de chefs dans l'ouest de l'archipel samoan à cette époque ; sa mère est la princesse tongienne Vaetoeifaga, fille du Tuʻi Tonga (chef suprême des Tonga) Kauʻulufonua Ier. Vaetoeifaga étant retournée aux Tonga, Salamasina est élevée par la cousine de son père, Levalasi Soʻoaʻemalelagi.
D'après la tradition orale, la « prêtresse-guerrière » (ou déesse, selon certaines légendes) Nafanua à la fin du XVe siècle aurait unifié en sa personne, et par une victoire militaire, les quatre plus hauts titres de chefs alors existants dans la partie occidentale de l'archipel, les quatre titres papa : Gatoaʻitele, Tamasoaliʻi, Tui Aʻana, et Tui Atua. Elle les lègue à Levalasi Soʻoaʻemalelagi (sa 'mentor'), qui les refuse un temps puis les accepte et les lègue à son tour à Salamasina, au début du XVIe siècle. C'est alors que le fait d'être détentrice (ou détenteur) de ces quatre titres occasionne un cinquième titre, celui de tafaʻifa (littéralement, « un soutenu par quatre »). Salamasina est donc considérée formellement comme la première tafaʻifa, bien que deux autres personnes aient porté l'ensemble des quatre titres avant elle. Elle est la cheffe prééminente des Samoa, mais ce développement n'occasionne pas l'apparition d'une entité politique unifiée, ni une centralisation du pouvoir. Le titre de tafaʻifa n'est investi d'aucune autorité inhérente au-delà de celle conférée par chacun de ses quatre titres constitutifs séparément. Le titre de tafaʻifa n'est pas non plus automatiquement héréditaire, la transmission de chacun de ses titres constitutifs dépendant de procédures différentes, pouvant être contestées par divers prétendants. Au cours des siècles qui suivent, le titre de tafaʻifa ne semble avoir été porté que de manière épisodique. Il s'éteint au XIXe siècle, à la mort de Malietoa Vainuʻupo. Pour autant, Salamasina est considérée comme l'ancêtre de la plupart des chefs samoans aujourd'hui, qui retracent leur généalogie jusqu'à elle.
Elle aurait eu un fils, Tapumanaia, et une fille, Fofoaivaoʻese. Elle serait inhumée près du village de Lotofaga (en), sur l'île d'Upolu.